# کارلوس ایبانیس
کارلوس ایبانیس (اسپانیایی: Carlos Ibáñez‎; ۲۸ نوامبر ۱۹۳۰ – ۲۶ سپتامبر ۲۰۱۵) بازیکن فوتبال اهل شیلی بود.
وی همچنین در تیم ملی فوتبال شیلی بازی کرده‌است.